# Achradocera
Achradocera (лат. ) — род мух-зеленушек (Dolichopodidae) из подсемейства Diaphorinae. 17 видов. Афротропика, Неарктика, Неотропика.

## Описание
Мелкие двукрылые насекомые. Ранее рассматривался в качестве подрода в составе родов Chrysotus или Diaphorus. От близких групп отличаются шаровидным постпедицелем самца. Стилус субапикальный аристоподобный; нижняя постокулярная поверхность с мелкими немодифицированными щетинками.
- Achradocera africana Parent, 1934[4]
- Achradocera angustifacies Becker, 1922[5]
- Achradocera brunnicosus[5]
- Achradocera ealensis Parent, 1936
- Achradocera femoralis Becker, 1922[5]typus
- Achradocera fractus Meijere, 1913
- Achradocera insignis Parent, 1933
- Achradocera insularis Lamb, 1933
- Achradocera insularis Parent, 1933
- Achradocera latitarsatus Becker, 1922[5]
- Achradocera longiseta Parent, 1933
- Achradocera meridionalis Becker, 1922[5]
- Achradocera porrectus Parent, 1939
- Achradocera rutshuruensis Vanschuytbroeck, 1951[6]
- A. wulfi Parent, 1936
- другие виды